# Big Star
Big Star és un grup de rock nord-americà fundat a Memphis, Tennessee l'any 1971 per Alex Chilton, Chris Bell, Jody Stephens i Andy Hummel. El grup es va dissoldre el 1974 però es va tornar a reunir amb una nova formació gairebé 20 anys després. Durant la seva primera etapa, l'estil musical de la banda estava influït per l'obra dels grups de la British Invasion, com The Beatles i The Kinks, així com per The Byrds, The Beach Boys i altres artistes estatunidencs. Al Power Pop que en va resultar, Big Star hi afegiren temes foscos i nihilistes i produïren un estil que presagiava el rock alternatiu dels anys 80 i 90. Abans de separar-se, Big Star van crear un "corpus seminal d'obres que mai han deixat d'inspirar les generacions successives" en paraules de la revista Rolling Stone, i van guanyar reconeixement dècades més tard, segons Allmusic, com la "banda de power pop americana per excel·lència" i "un dels grups de culte més mítics i influents de tota la història del rock & roll".

## Àlbums
- #1 Record (Ardent/Stax, 1972)
- Radio City (Ardent/Stax, 1974)
- Third/Sister Lovers (PVC, 1978)
- In Space (Rykodisc, 2005)